# فارواوية
الفارواوية (الاسم العلمي: Varroidae) هي فصيلة من المفصليات تتبع رتبة متوسطات الفوهات من صنف القراديات.

## أجناس
- الفاروا